# Балийски тигър
Балийският тигър (Panthera tigris balica) е подвид на тигъра, живял някога на остров Бали. Счита се, че последният тигър е убит през 1937 г. Балийският тигър е с най-малки размери от 8-те вида тигри. Част от причините за изчезването му са увеличаване на човешкото население, изсичане на горите за селскостопански нужди и съответно намаляване на средата за живот на тигрите. През 2010 г. жител на индонезийско село, намиращо се на запад от остров Бали, твърди, че е видял балийски тигър. Дължината на тялото на тигъра варирала от 1,5 до 2,5 метра при мъжките екземпляри и от 1,0 до 2,0 метра при женските. Телесното тегло на балийския тигър е до 100 кг за мъжките и до 80 кг за женските. Височината в холката е 75-100 см за мъжките и 70-90 см за женските. Отличителна черта на този подвид тигри е козината. Тя е къса и има ясно изразен оранжев цвят с кръстосани черни ивици. Техният брой е значително по-малък от този на другите тигри. Между напречните ивици са петна с кръгла форма на тъмен, почти черен цвят. Областта на шията, гърдите, корема и вътрешната повърхност на крайниците има лек, почти бял цвят.